# Communauté de communes rurales du Beauvaisis
La communauté de communes rurales du Beauvaisis (CCRB) est une ancienne communauté de communes française, située dans le département de l'Oise et la région Hauts-de-France.
Elle a fusionné le 1er janvier 2017 au sein de la communauté d'agglomération du Beauvaisis.

## Histoire
L'intercommunalité a été créée par un arrêté préfectoral du 31 décembre 1997.
Les communes de Bonlier, Therdonne et Tillé ont  quitté la communauté de communes pour rejoindre en 2004 la Communauté d'agglomération du Beauvaisis, qui se créait.
La loi portant nouvelle organisation territoriale de la République (Loi NOTRe) du 7 août 2015, prévoyant que les établissements publics de coopération intercommunale (EPCI) à fiscalité propre doivent avoir un minimum de 15 000 habitants, le préfet de l'Oise a publié en octobre 2015 un projet de nouveau schéma départemental de coopération intercommunale, qui prévoit la fusion de plusieurs intercommunalités, et en particulier de la communauté d’agglomération du Beauvaisis et de la communauté de communes rurales du Beauvaisis, de manière à créer un  nouvel EPCI rassemblant 44 communes pour 93 341 habitants. Malgré les réticences du président de la CCRB, le schéma est entériné,.
La fusion prend effet le 1er janvier 2017.

## Territoire communautaire

### Composition
En 2016, la communauté de communes était composées des communes suivantes :
| Nom                  | Code Insee | Gentilé             | Superficie (km2) | Population (dernière pop. légale) | Densité (hab./km2) |
| -------------------- | ---------- | ------------------- | ---------------- | --------------------------------- | ------------------ |
| Bresles (siège)      | 60103      | Breslois            | 20,99            | 4 212 (2014)                      | 201                |
| Bailleul-sur-Thérain | 60041      | Bailleulois         | 9,50             | 2 055 (2014)                      | 216                |
| Fouquerolles         | 60251      | Fouquerollois       | 10,21            | 287 (2014)                        | 28                 |
| Haudivillers         | 60302      | Haudivillois        | 9,79             | 817 (2014)                        | 83                 |
| Hermes               | 60313      | Hermois             | 11,72            | 2 463 (2014)                      | 210                |
| La Neuville-en-Hez   | 60454      | Neuvillois          | 28,42            | 1 005 (2014)                      | 35                 |
| La Rue-Saint-Pierre  | 60559      | Rue-Saint-Pierriens | 8,68             | 808 (2014)                        | 93                 |
| Lafraye              | 60339      |                     | 5,53             | 377 (2014)                        | 68                 |
| Laversines           | 60355      |                     | 13,79            | 1 118 (2014)                      | 81                 |
| Le Fay-Saint-Quentin | 60230      |                     | 7,19             | 545 (2014)                        | 76                 |
| Litz                 | 60366      |                     | 9,76             | 364 (2014)                        | 37                 |
| Rémérangles          | 60530      | Réméranglois        | 8,20             | 215 (2014)                        | 26                 |
| Velennes             | 60663      | Vélennois           | 6,17             | 235 (2014)                        | 38                 |

### Démographie
| 1968  | 1975  | 1982   | 1990   | 1999   | 2008   | 2013   |
| ----- | ----- | ------ | ------ | ------ | ------ | ------ |
| 9 175 | 9 753 | 10 573 | 12 044 | 12 997 | 14 394 | 14 571 |

## Administration

### Siège
La communauté avait son siège à Bresles, Cour du Château.

### Les élus
La communauté d'agglomération était administrée par son Conseil communautaire, composé, pour le mandat 2014-2016,  de 34 conseillers municipaux représentant les 13 communes membres.
Le Conseil communautaire d'avril 2014 a élu son nouveau président, Jean-François Dufour, maire de La Neuville-en-Hez, succédant à Yves Rome, qui avait du abandonner ses mandats locaux en raison de la réglementation limitant les cumuls de mandats.

#### Liste des présidents
| Période                                  | Période       | Identité             | Étiquette | Qualité |
| ---------------------------------------- | ------------- | -------------------- | --------- | --- |
| Les données manquantes sont à compléter. |               |                      |           | |
| mars 2001                                | avril 2014    | Yves Rome            | PS        | Conseiller en formation continue Député de l'Oise (1re circ.) (1997 → 2002) Sénateur de l'Oise (2011 → ) Maire de Bailleul-sur-Thérain (1989 → 2004) Conseiller général de Nivillers (1988 → 2015) Président du Conseil général de l'Oise (2004 → 2015) |
| 24 avril 2014                            | décembre 2016 | Jean-François Dufour |           | Maire de La Neuville-en-Hez (2001 → ) |

### Compétences
La communauté exerçait les compétences qui lui étaient transférées par les communes membres dans les conditions définies par le code général des collectivités territoriales.

### Régime fiscal et budget
La Communauté de communes était un établissement public de coopération intercommunale à fiscalité propre.
Afin de financer l'exercice de ses compétences, la communauté de communes percevait une fiscalité additionnelle aux impôts locaux des communes, sans fiscalité professionnelle de zone (FPZ ) et sans fiscalité professionnelle sur les éoliennes (FPE).
| Taux de la fiscalité additionnelle          | 2013 et 2014 | 2016    |
| ------------------------------------------- | ------------ | ------- |
| Taxe d'habitation                           | 7,60 %       | 7,71 %  |
| Taxe foncière sur les propriétés bâties     | 8,49 %       | 8,62 %  |
| Taxe foncière sur les propriétés non bâties | 20,10 %      | 20,40 % |
| Contribution foncière des entreprises       | 8,09 %       | 8,21 %  |

### Organismes de rattachement
La communauté était membre du Syndicat mixte Oise verte environnement (SYMOVE).